# 大黑山 (大连)
大黑山是中国辽宁省大连市金州区的一座山峰。又名大赫山、大和尚山，海拔663米，是辽东半岛南部最高峰。位于金州城区以东5公里，距大连市区25公里。因山石多为黑色而得名。
山上有一座山城，称为卑沙城，是唐代高句丽所建的防御城墙，高三到五米，绵延五公里。

还有观音阁、朝阳寺、响水寺和唐王殿等古迹。

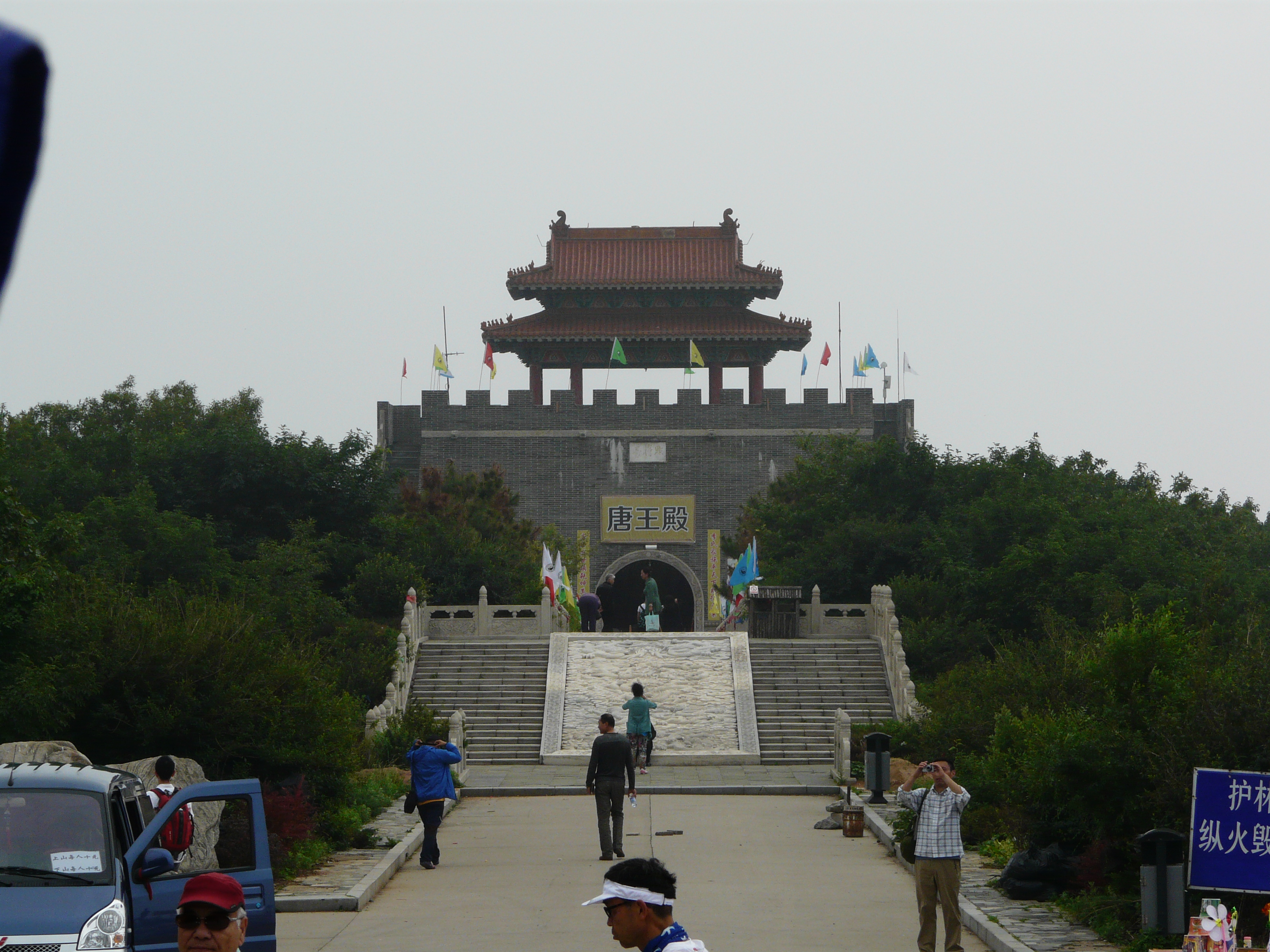
唐王殿
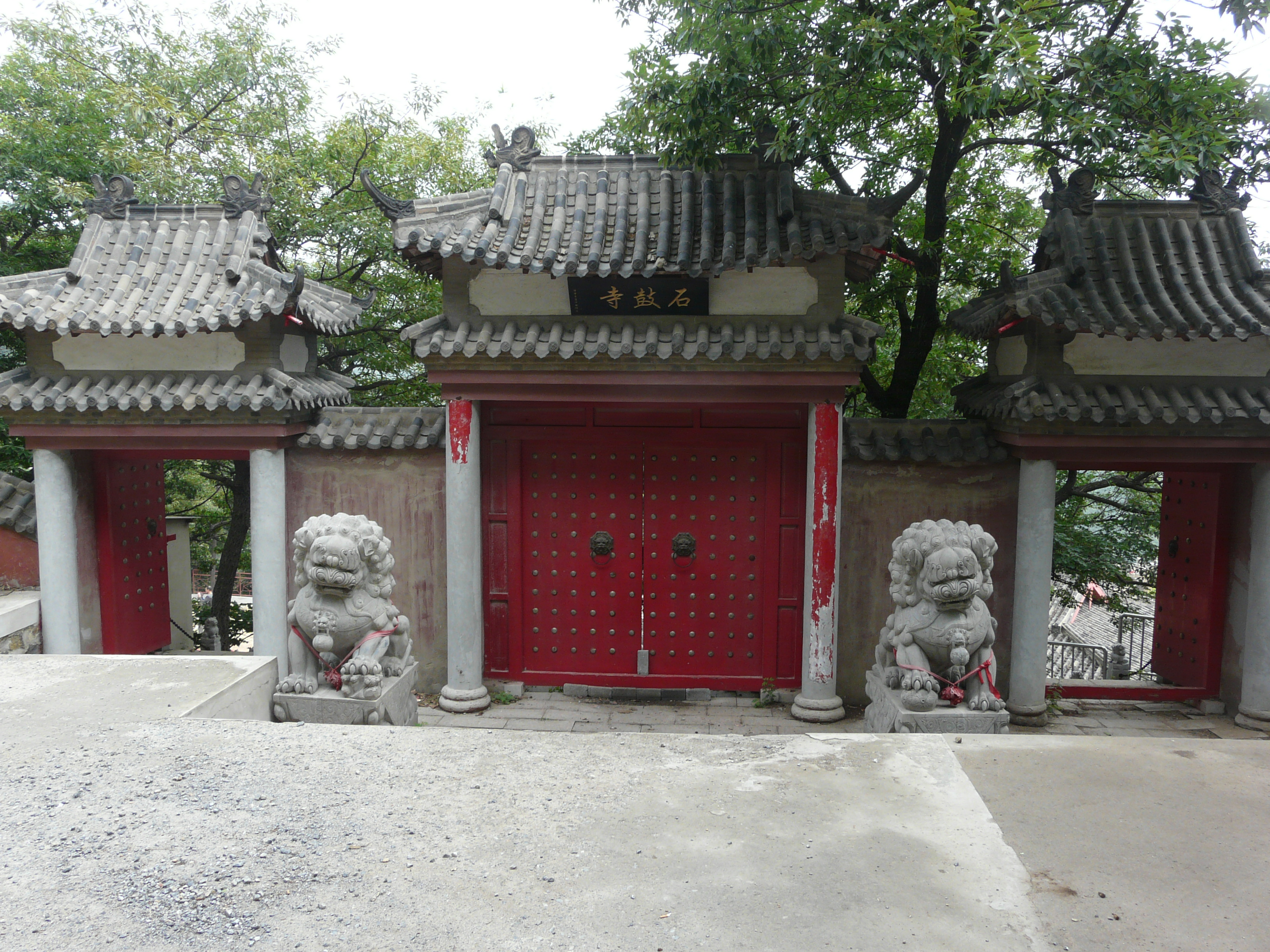
石鼓寺
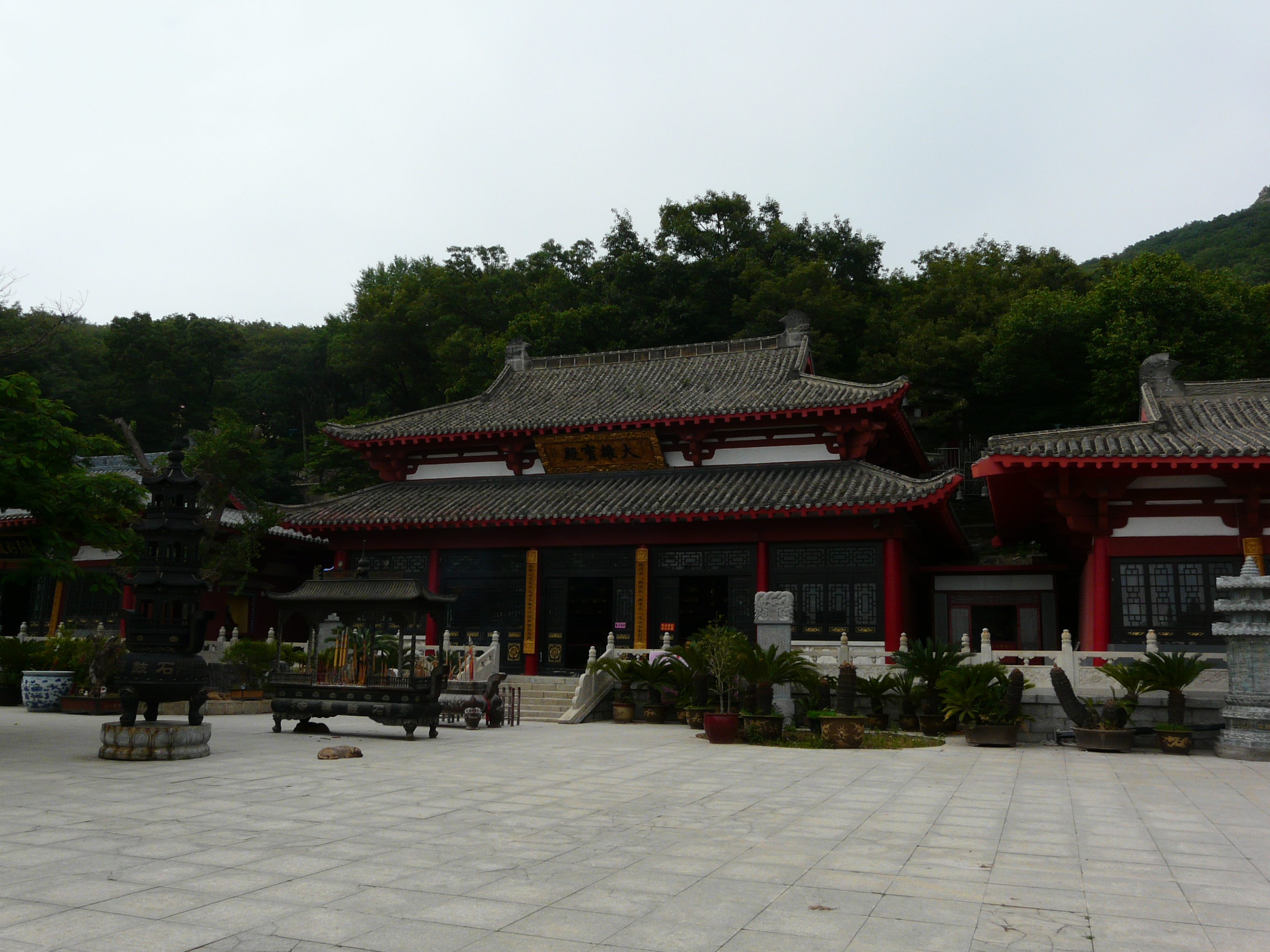
大雄寶殿
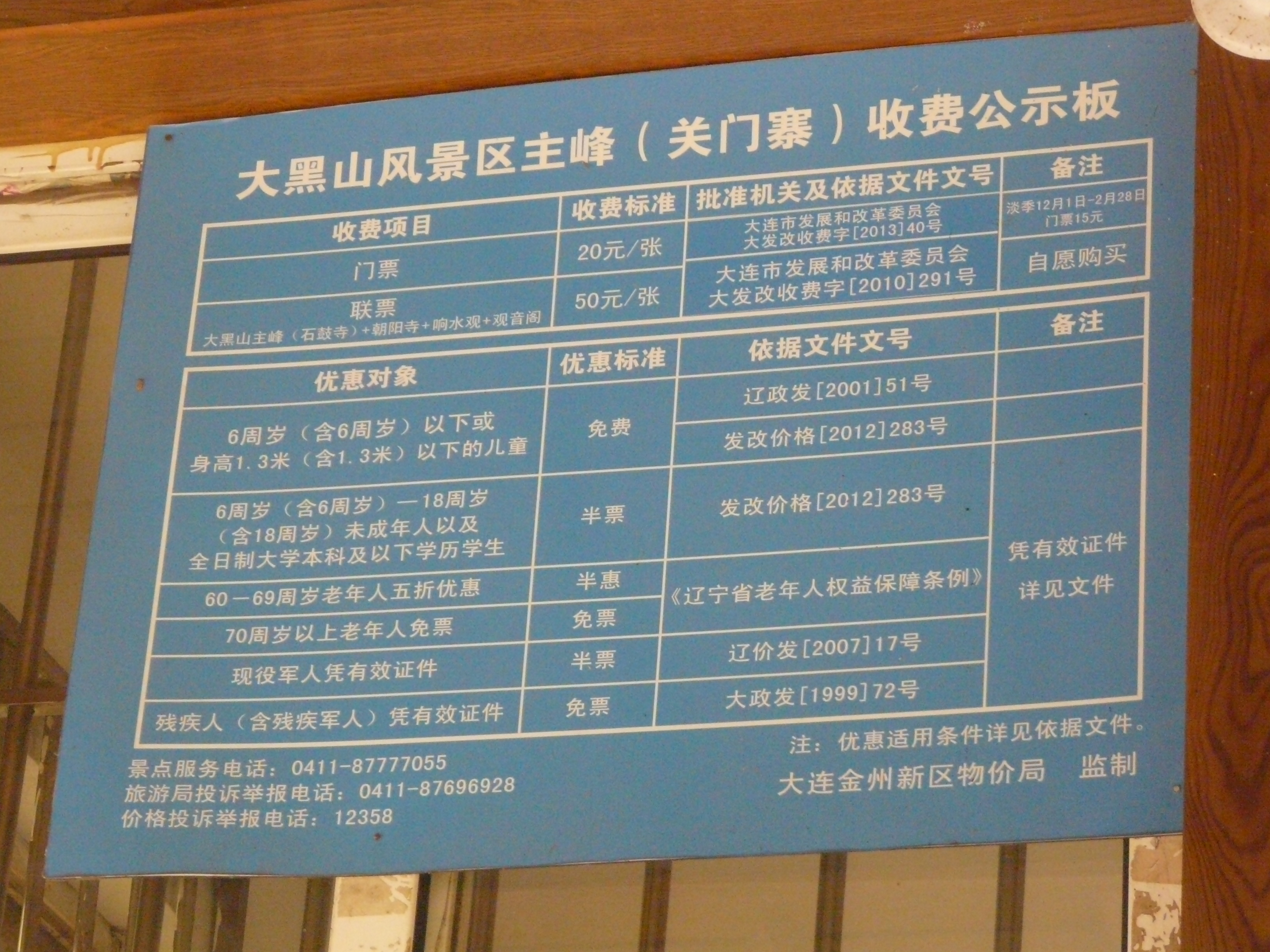
大黑山风景区门票
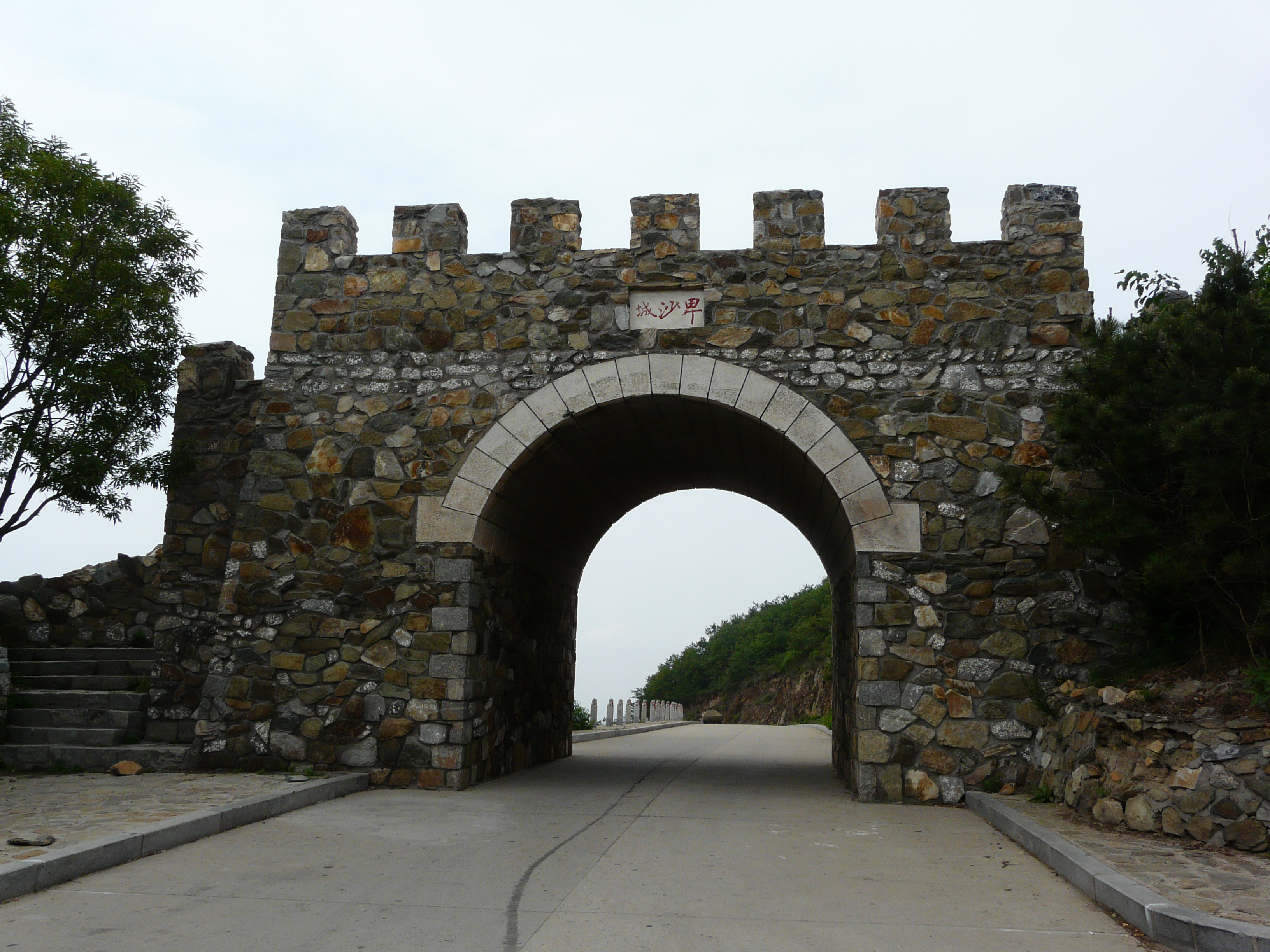
卑沙城
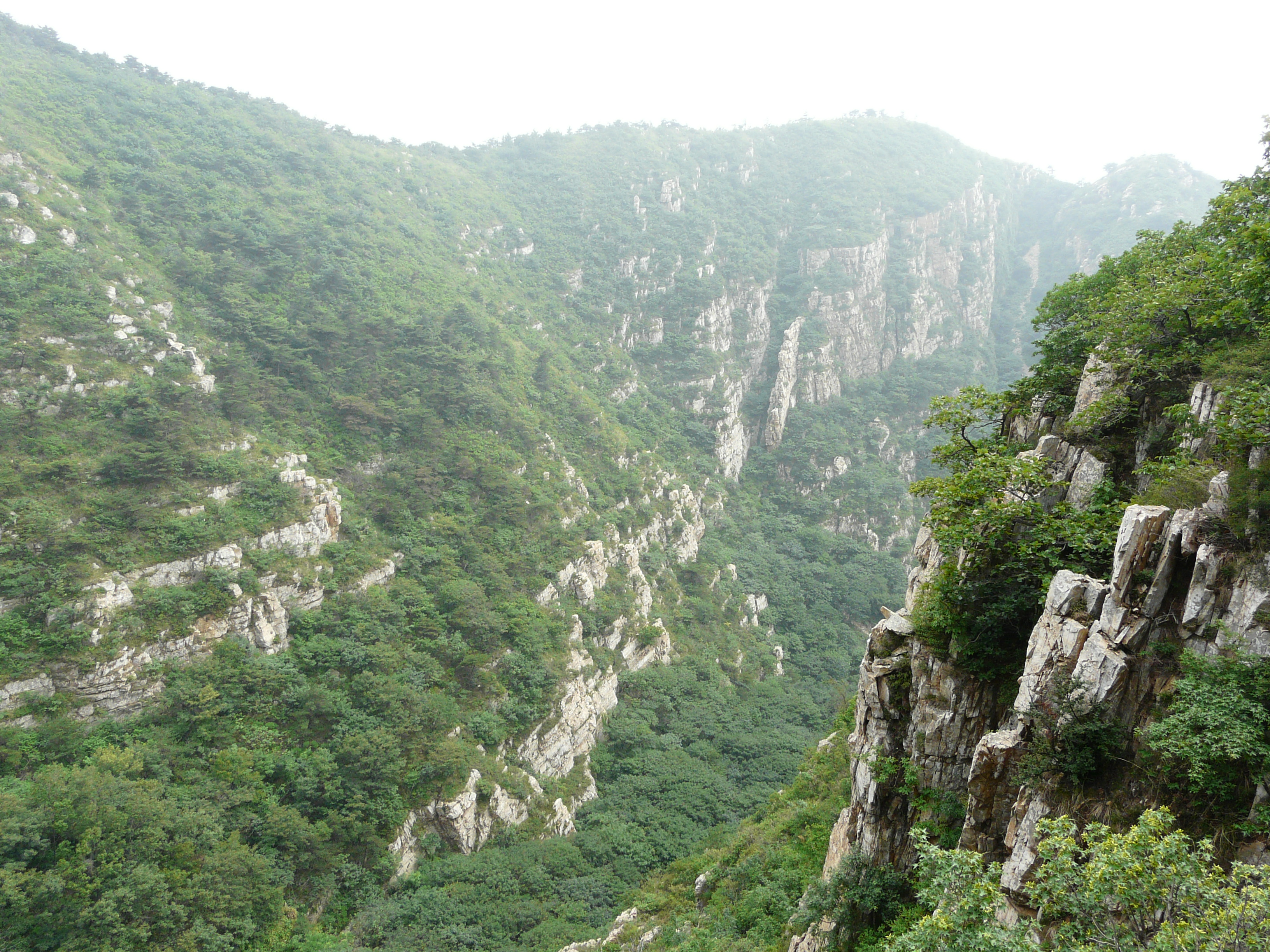
仙人台
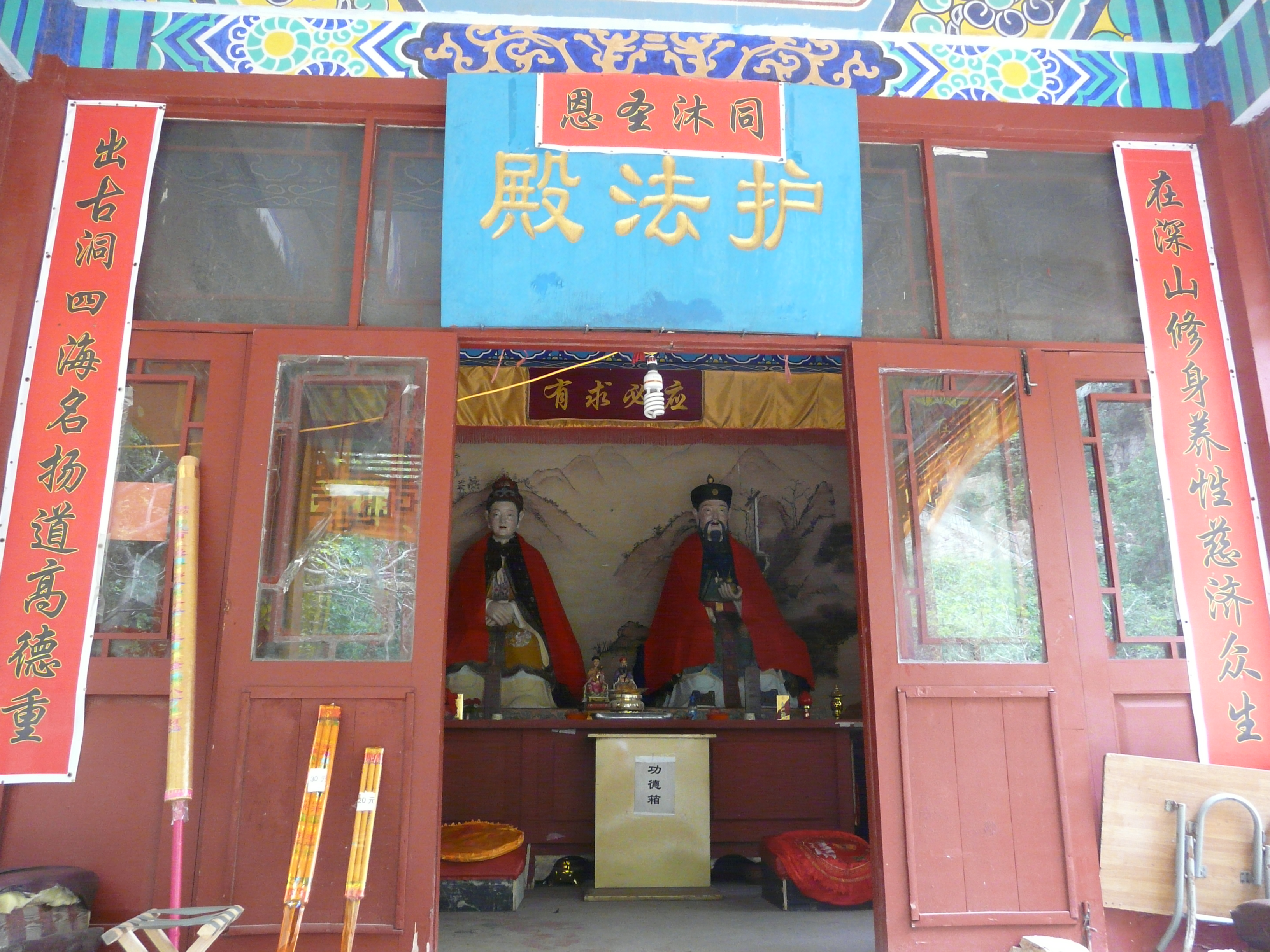
护法殿
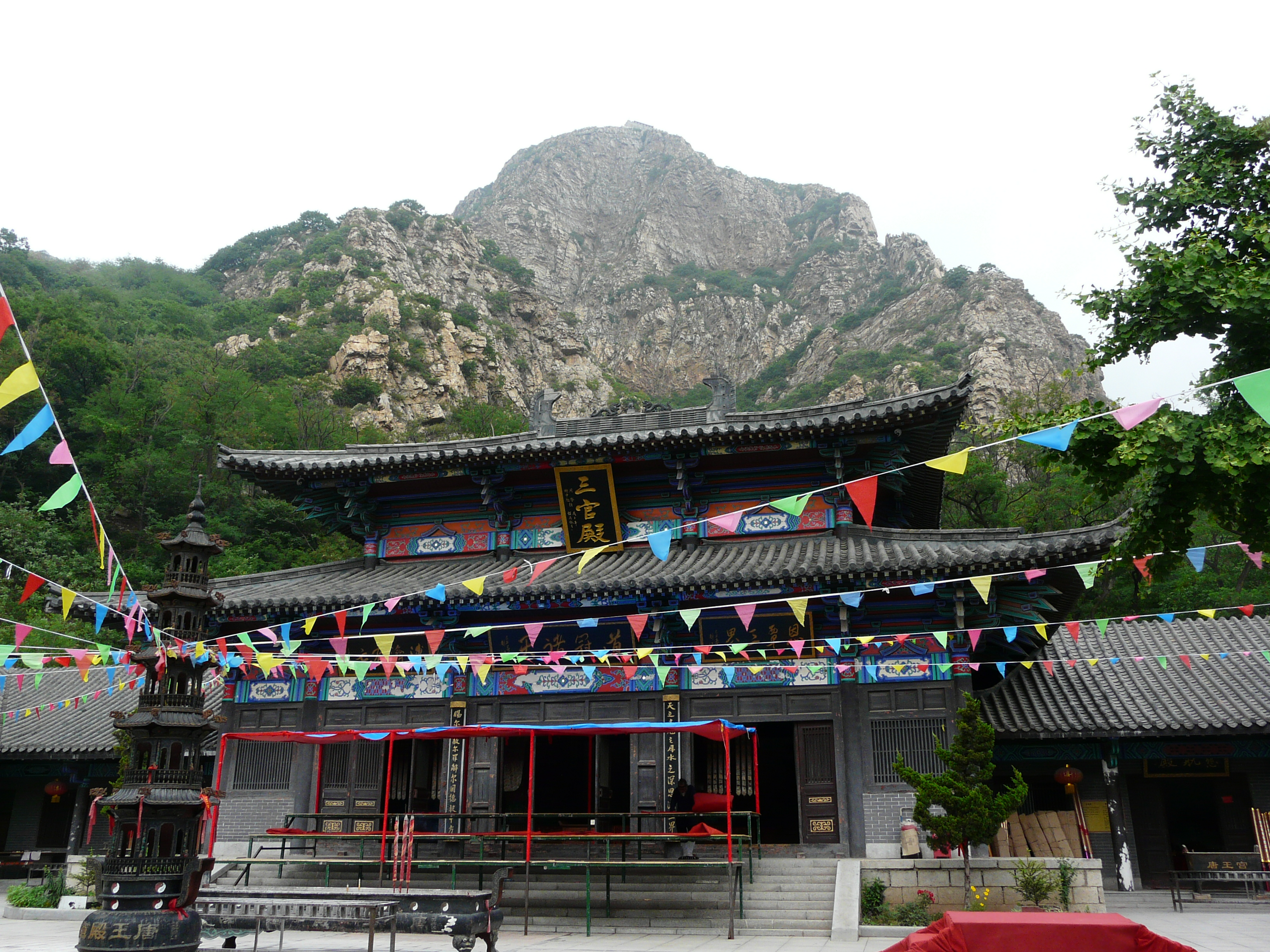
三官殿
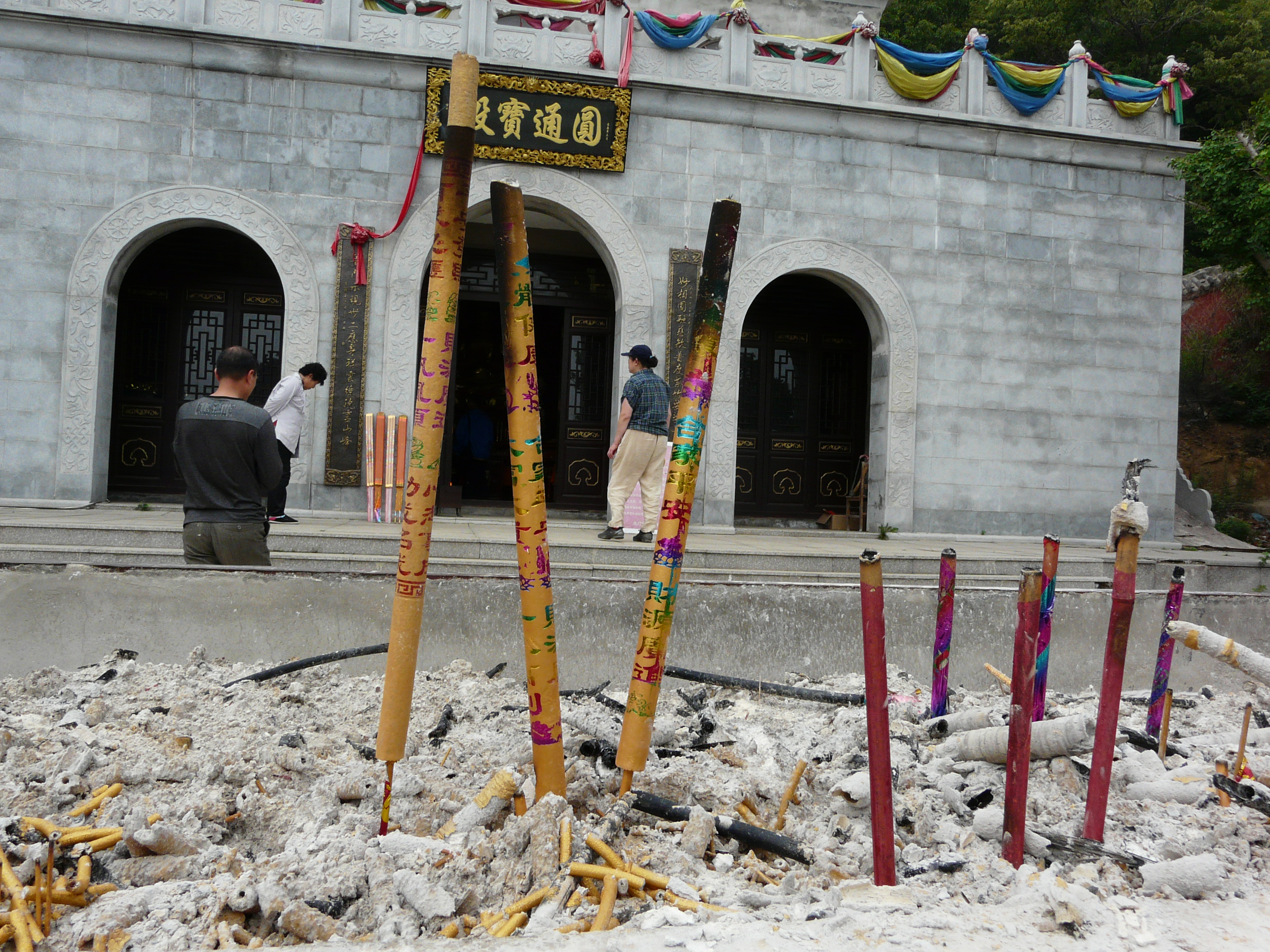
圓通寶殿
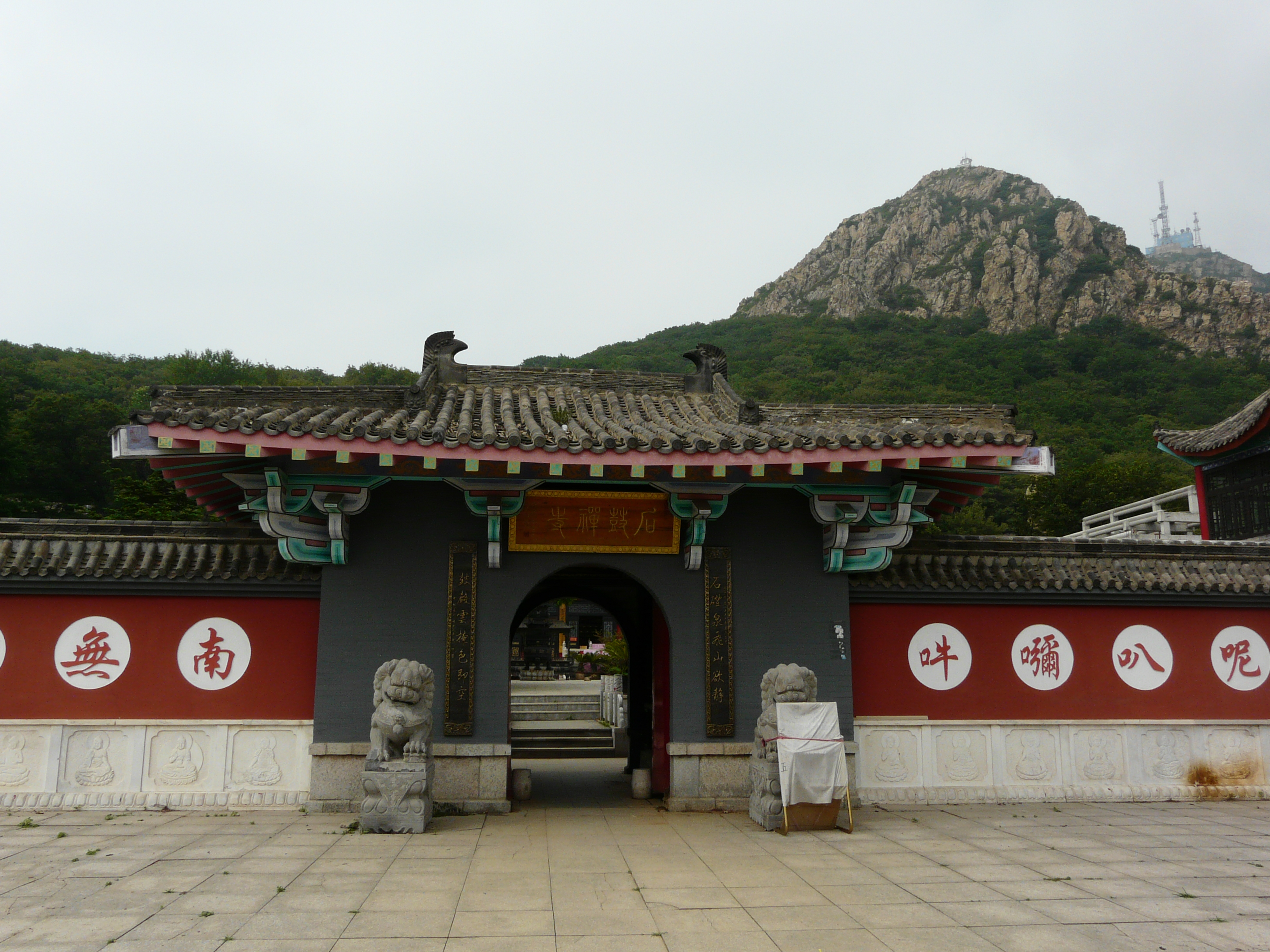
石鼓寺
自大黑山俯瞰金州

大黑山官网www.dl-dhs.com （页面存档备份，存于）
1. ↑  .   [2010-07-04]. （原始内容存档于2010-03-14）.
2. ↑  大连人应首先抛弃文化自卑[永久]，大连晚报，2010年6月24日，于2010年7月4日查阅。